# Golden Globe de la meilleure actrice dans une série télévisée musicale ou comique

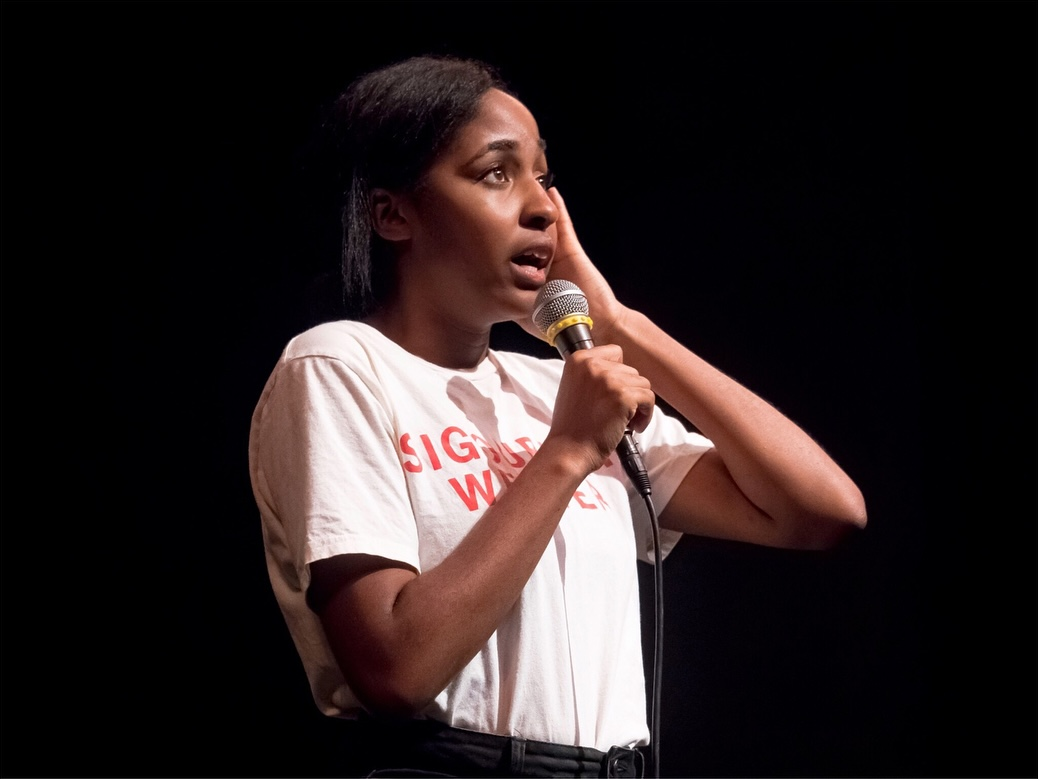
Ayo Edebiri, 24 septembre 2018.

Le Golden Globe de la meilleure actrice dans une série télévisée musicale ou comique (Golden Globe Award for Best Actress – Television Series Musical or Comedy) est une récompense télévisuelle décernée depuis 1970 par la Hollywood Foreign Press Association.
Cette récompense est née de la scission du Golden Globe de la meilleure actrice dans une série télévisée décerné de 1962 à 1969. En 1972, le prix est exceptionnellement décerné sous l'appellation Actress in a Leading Role - Musical or Comedy Series or Television Movie.

## Palmarès
Note : le symbole « ♕ » rappelle le gagnant de l'année précédente (si nomination).

### Années 1970
- 1970 : (ex æquo) Carol Burnett pour plusieurs personnages dans The Carol Burnett Show et Julie Sommars pour le rôle de J.J. dans The Governor and J.J.
  - Debbie Reynolds pour le rôle de Debbie Thompson dans The Debbie Reynolds Show
  - Lucille Ball pour le rôle de Lucy Carter dans Here's Lucy
  - Barbara Eden pour le rôle de Jinny dans Jinny de mes rêves (I Dream of Jeannie)
  - Diahann Carroll pour le rôle de Julia Baker dans Julia
- 1971 : Mary Tyler Moore pour le rôle de Mary Richards dans The Mary Tyler Moore Show
  - Juliet Mills pour le rôle de Nanny dans Nanny et le professeur (Nanny and the Professor)
  - Shirley Jones pour le rôle de Shirley Renfrew Partridge dans The Partridge Family
  - Elizabeth Montgomery pour le rôle de Samantha Stephens / Serena dans Ma sorcière bien-aimée (Bewitched)
  - Lucille Ball pour le rôle de Lucy Carter dans Here's Lucy
- 1972 : Carol Burnett pour plusieurs personnages dans The Carol Burnett Show
  - Lucille Ball pour le rôle de Lucy Carter dans Here's Lucy
  - Shirley Jones pour le rôle de Shirley Renfrew Partridge dans The Partridge Family
  - Mary Tyler Moore pour le rôle de Mary Richards dans The Mary Tyler Moore Show ♕
  - Jean Stapleton pour le rôle de d'Edith Bunker dans All in the Family
- 1973 : Jean Stapleton pour le rôle d'Edith Bunker dans All in the Family
  - Julie Andrews pour son propre rôle dans The Julie Andrews Hour
  - Beatrice Arthur pour le rôle de Maude Finley dans Maude
  - Carol Burnett pour le rôle de plusieurs personnages dans The Carol Burnett Show ♕
  - Mary Tyler Moore pour le rôle de Mary Richards dans The Mary Tyler Moore Show
- 1974 : (ex æquo) Cher pour plusieurs personnages dans The Sonny and Cher Comedy Hour et Jean Stapleton pour le rôle d'Edith Bunker dans All in the Family ♕
  - Carol Burnett pour le rôle de plusieurs personnages dans The Carol Burnett Show
  - Mary Tyler Moore pour le rôle de Mary Richards dans The Mary Tyler Moore Show
  - Beatrice Arthur pour le rôle de Maude Finley dans Maude
- 1975 : Valerie Harper pour le rôle de Rhoda Morgenstern dans Rhoda
  - Jean Stapleton pour le rôle d'Edith Bunker dans All in the Family ♕
  - Carol Burnett pour le rôle de plusieurs personnages dans The Carol Burnett Show
  - Mary Tyler Moore pour le rôle de Mary Richards dans The Mary Tyler Moore Show
  - Esther Rolle pour le rôle de Florida Evans dans Good Times
- 1976 : Cloris Leachman pour le rôle de Phyllis Lindstrom dans Phyllis
  - Valerie Harper pour le rôle de Rhoda Morgenstern Gerard dans Rhoda ♕
  - Carol Burnett pour le rôle de plusieurs personnages dans The Carol Burnett Show
  - Mary Tyler Moore pour le rôle de Mary Richards dans The Mary Tyler Moore Show
  - Beatrice Arthur pour le rôle de Maude Finley dans Maude
- 1977 : Carol Burnett pour plusieurs personnages dans The Carol Burnett Show
  - Mary Tyler Moore pour le rôle de Mary Richards dans The Mary Tyler Moore Show
  - Isabel Sanford pour le rôle de Louise Jefferson dans The Jeffersons
  - Bernadette Peters pour le rôle de Charlotte "Charley" Drake dans All's Fair
  - Dinah Shore pour son propre rôle dans Dinah!
- 1978 : Carol Burnett pour plusieurs personnages dans The Carol Burnett Show ♕
  - Cindy Williams pour le rôle de Shirley Feeney dans Laverne et Shirley (Laverne & Shirley)
  - Beatrice Arthur pour le rôle de Maude Finley dans Maude
  - Jean Stapleton pour le rôle d'Edith Bunker dans All in the Family
  - Penny Marshall pour le rôle de Laverne DeFazio dans Laverne et Shirley (Laverne & Shirley)
  - Isabel Sanford pour le rôle de Louise Jefferson dans The Jeffersons
- 1979 : Linda Lavin pour le rôle d'Alice Hyatt dans Alice
  - Jean Stapleton pour le rôle d'Edith Bunker dans All in the Family
  - Penny Marshall pour le rôle de Laverne DeFazio dans Laverne et Shirley (Laverne & Shirley)
  - Carol Burnett pour le rôle de plusieurs personnages dans The Carol Burnett Show ♕
  - Suzanne Somers pour le rôle de Chrissy Snow dans Three's Company

### Années 1980
- 1980 : Linda Lavin pour le rôle d'Alice Hyatt dans Alice ♕
  - Loretta Swit pour le rôle du Major Margaret « Lèvres en feu » Houlihan dans M*A*S*H
  - Jean Stapleton pour le rôle d'Edith Bunker dans All in the Family
  - Penny Marshall pour le rôle de Laverne DeFazio dans Laverne et Shirley (Laverne & Shirley)
  - Donna Pescow pour le rôle de Angie Falco Benson dans Angie
- 1981 : Katherine Helmond pour le rôle de Jessica Tate dans Soap
  - Loni Anderson pour le rôle de Jennifer Elizabeth Marlowe dans WKRP in Cincinnati
  - Polly Holliday pour le rôle de Florence Jean Castleberry dans Flo
  - Lynn Redgrave pour le rôle d'Ann Anderson dans House Calls
  - Linda Lavin pour le rôle d'Alice Hyatt dans Alice ♕
- 1982 : Eileen Brennan pour le rôle du Capitaine Doreen Lewis dans Private Benjamin (en)
  - Barbara Mandrell pour le rôle de dans Barbara Mandrell and the Mandrell Sisters
  - Bonnie Franklin pour le rôle de Ann Romano Royer dans Au fil des jours (One Day at a Time)
  - Loni Anderson pour le rôle de Jennifer Elizabeth Marlowe dans WKRP in Cincinnati
  - Loretta Swit pour le rôle du Major Margaret « Lèvres en feu » Houlihan dans M*A*S*H
- 1983 : Debbie Allen pour le rôle de Lydia Grant dans Fame
  - Isabel Sanford pour le rôle de Louise Jefferson dans The Jeffersons
  - Nell Carter pour le rôle de Nellie Ruth « Nell » Harper dans Allô Nelly bobo (Gimme a Break!)
  - Eileen Brennan pour le rôle du Capitaine Doreen Lewis dans Private Benjamin (en) ♕
  - Rita Moreno pour le rôle de Violette Newstead dans Comment se débarrasser de son patron (9 To 5)
  - Bonnie Franklin pour le rôle de Ann Romano Royer dans Au fil des jours (One Day at a Time)
- 1984 : Joanna Cassidy pour le rôle de Jojo White dans Buffalo Bill
  - Madeline Kahn pour le rôle de Madeline Wayne dans Oh Madeline
  - Isabel Sanford pour le rôle de Louise Jefferson dans The Jeffersons
  - Shelley Long pour le rôle de Diane Chambers dans Cheers
  - Debbie Allen pour le rôle de Lydia Grant dans Fame ♕
- 1985 : Shelley Long pour le rôle de Diane Chambers dans Cheers
  - Susan Clark pour le rôle de Katherine Calder-Young Papadapolis dans Webster
  - Isabel Sanford pour le rôle de Louise Jefferson dans The Jeffersons
  - Nell Carter pour le rôle de Nellie Ruth « Nell » Harper dans Allô Nelly bobo (Gimme a Break!)
  - Debbie Allen pour le rôle de Lydia Grant dans Fame
  - Jane Curtin pour le rôle de Aline « Allie » Lowell dans Aline et Cathy (Kate and Allie)
- 1986 : Cybill Shepherd pour le rôle de Maddie Hayes dans Clair de lune (Moonlighting)
  - Estelle Getty pour le rôle de Sophia Petrillo dans Les Craquantes (The Golden Girls)[1]
  - Beatrice Arthur pour le rôle de Dorothée (Dorothy) Zbornak dans Les Craquantes (The Golden Girls)
  - Rue McClanahan pour le rôle de Blanche Devereaux dans Les Craquantes (The Golden Girls)
  - Betty White pour le rôle de Rose Nylund dans Les Craquantes (The Golden Girls)
- 1987 : Cybill Shepherd pour le rôle de Maddie Hayes dans Clair de lune (Moonlighting) ♕
  - Estelle Getty pour le rôle de Sophia Petrillo dans Les Craquantes (The Golden Girls)
  - Beatrice Arthur pour le rôle de Dorothée (Dorothy) Zbornak dans Les Craquantes (The Golden Girls)
  - Rue McClanahan pour le rôle de Blanche Devereaux dans Les Craquantes (The Golden Girls)
  - Betty White pour le rôle de Rose Nylund dans Les Craquantes (The Golden Girls)
- 1988 : Tracey Ullman pour plusieurs personnages dans The Tracey Ullman Show
  - Rhea Perlman pour le rôle de Carla Tortelli dans Cheers
  - Allyce Beasley pour le rôle d'Agnès Topisto dans Clair de lune (Moonlighting)
  - Christine Lahti pour le rôle d'Alethea Milford dans Amerika
  - Julia Duffy pour le rôle de Stephanie Vanderkellen dans Newhart
- 1989 : Candice Bergen pour le rôle de Murphy Brown dans Murphy Brown
  - Roseanne Barr pour le rôle de Roseanne Conner dans Roseanne
  - Tracey Ullman pour le rôle de dans The Tracey Ullman Show ♕
  - Betty White pour le rôle de Rose Nylund dans Les Craquantes (The Golden Girls)
  - Beatrice Arthur pour le rôle de Dorothée (Dorothy) Zbornak dans Les Craquantes (The Golden Girls)

### Années 1990
- 1990 : Jamie Lee Curtis pour le rôle d'Hannah Miller dans Anything But Love
  - Candice Bergen pour le rôle de Murphy Brown dans Murphy Brown ♕
  - Kirstie Alley pour le rôle de Rebecca Howe dans Cher John (Dear John)
  - Tracey Ullman pour le rôle de dans The Tracey Ullman Show
  - Stephanie Beacham pour le rôle de Sœur Katherine « Kate » Lambert dans L'ange revient (Sister Kate)
- 1991 : Kirstie Alley pour le rôle de Rebecca Howe dans Cheers
  - Katey Sagal pour le rôle de Peggy Bundy dans Mariés, deux enfants (Married… with Children)
  - Carol Burnett pour le rôle de Myna dans Carol & Company
  - Roseanne Barr pour le rôle de Roseanne Conner dans Roseanne
  - Candice Bergen pour le rôle de Murphy Brown dans Murphy Brown
- 1992 : Candice Bergen pour le rôle de Murphy Brown dans Murphy Brown
  - Katey Sagal pour le rôle de Peggy Bundy dans Mariés, deux enfants (Married… with Children)
  - Jamie Lee Curtis pour le rôle de Hannah Miller dans Anything But Love
  - Roseanne Barr pour le rôle de Roseanne harris Conner dans Roseanne
  - Kirstie Alley pour le rôle de Rebecca Howe dans Cheers ♕
- 1993 : Roseanne Barr pour le rôle de Roseanne dans Roseanne
  - Candice Bergen pour le rôle de Murphy Brown dans Murphy Brown ♕
  - Helen Hunt pour le rôle de Jamie Buchman dans Dingue de toi (Mad About You)
  - Katey Sagal pour le rôle de Peggy Bundy dans Mariés, deux enfants (Married)
  - Kirstie Alley pour le rôle de Rebecca Howe dans Cheers
- 1994 : Helen Hunt pour le rôle de Jamie Buchman dans Dingue de toi (Mad About You)
  - Candice Bergen pour le rôle de Murphy Brown dans Murphy Brown
  - Patricia Richardson pour le rôle de Jill Taylor dans Papa bricole (Home Improvement)
  - Roseanne Barr pour le rôle de Roseanne dans Roseanne ♕
  - Katey Sagal pour le rôle de Peggy Bundy dans Mariés, deux enfants (Married)
- 1995 : Helen Hunt pour le rôle de Jamie Buchman dans Dingue de toi (Mad About You) ♕
  - Candice Bergen pour le rôle de Murphy Brown dans Murphy Brown
  - Brett Butler pour le rôle de Grace Kelly dans Une maman formidable (Grace Under Fire)
  - Ellen DeGeneres pour le rôle d'Ellen Morgan dans Ellen
  - Patricia Richardson pour le rôle de Jill Taylor dans Papa bricole (Home Improvement)
- 1996 : Cybill Shepherd pour le rôle de Cybill Sheridan dans Cybill
  - Candice Bergen pour le rôle de Murphy Brown dans Murphy Brown
  - Ellen DeGeneres pour le rôle d'Ellen Morgan dans Ellen
  - Fran Drescher pour le rôle de Fran Fine dans Une nounou d'enfer (The Nanny)
  - Helen Hunt pour le rôle de Jamie Buchman dans Dingue de toi (Mad About You) ♕
- 1997 : Helen Hunt pour le rôle de Jamie Buchman dans Dingue de toi (Mad About You)
  - Cybill Shepherd pour le rôle de Cybill Sheridan dans Cybill ♕
  - Brett Butler pour le rôle de Grace Kelly dans Une maman formidable (Grace Under Fire)
  - Fran Drescher pour le rôle de Fran Fine dans Une nounou d'enfer (The Nanny)
  - Brooke Shields pour le rôle de Susan dans Susan ! (Suddenly Susan)
  - Tracey Ullman pour plusieurs personnages dans Tracey Takes On...
- 1998 : Calista Flockhart pour le rôle d'Ally McBeal dans Ally McBeal
  - Kirstie Alley pour le rôle de Ronnie Anderson dans Les Dessous de Veronica (Veronica's Closet)
  - Ellen DeGeneres pour le rôle d'Ellen Morgan dans Ellen
  - Jenna Elfman pour le rôle de Dharma Montgomery dans Dharma et Greg (Dharma and Greg)
  - Helen Hunt pour le rôle de Jamie Buchman dans Dingue de toi (Mad About You) ♕
  - Brooke Shields pour le rôle de Susan dans Susan ! (Suddenly Susan)
- 1999 : Jenna Elfman pour le rôle de Dharma Montgomery dans Dharma et Greg (Dharma and Greg)
  - Christina Applegate pour le rôle de Jesse Warner dans Jesse
  - Calista Flockhart pour le rôle d'Ally McBeal dans Ally McBeal ♕
  - Laura San Giacomo pour le rôle de Maya Gallo dans Just Shoot Me!
  - Sarah Jessica Parker pour le rôle de Carrie Bradshaw dans Sex and the City

### Années 2000
- 2000 : Sarah Jessica Parker pour le rôle de Carrie Bradshaw dans Sex and the City
  - Jenna Elfman pour le rôle de Dharma dans Dharma et Greg (Dharma and Greg) ♕
  - Calista Flockhart pour le rôle d'Ally McBeal dans Ally McBeal
  - Felicity Huffman pour le rôle de Dana Whitaker dans Sports Night
  - Heather Locklear pour le rôle de Caitlin Moore dans Spin City
  - Debra Messing pour le rôle de Grace Adler dans Will et Grace (Will & Grace)
- 2001 : Sarah Jessica Parker pour le rôle de Carrie Bradshaw dans Sex and the City ♕
  - Calista Flockhart pour le rôle d'Ally McBeal dans Ally McBeal
  - Jane Kaczmarek pour le rôle de Loïs dans Malcolm (Malcolm in the Middle)
  - Debra Messing pour le rôle de Grace Adler dans Will et Grace (Will & Grace)
  - Bette Midler pour le rôle de Bette dans Bette
- 2002 : Sarah Jessica Parker pour le rôle de Carrie Bradshaw dans Sex and the City ♕
  - Calista Flockhart pour le rôle d'Ally McBeal dans Ally McBeal
  - Jane Kaczmarek pour le rôle de Loïs dans Malcolm
  - Heather Locklear pour le rôle de Caitlin Moore dans Spin City
  - Debra Messing pour le rôle de Grace Adler dans Will et Grace (Will & Grace)
- 2003 : Jennifer Aniston pour le rôle de Rachel Green dans Friends
  - Bonnie Hunt pour le rôle de Bonnie dans Life with Bonnie
  - Jane Kaczmarek pour le rôle de Loïs dans Malcolm (Malcolm in the Middle)
  - Debra Messing pour le rôle de Grace Adler dans Will et Grace (Will & Grace)
  - Sarah Jessica Parker pour le rôle de Carrie Bradshaw dans Sex and the City ♕
- 2004 : Sarah Jessica Parker pour le rôle de Carrie Bradshaw dans Sex and the City
  - Bonnie Hunt pour le rôle de Bonnie dans Life with Bonnie
  - Reba McEntire pour le rôle de Reba Hart dans Reba
  - Debra Messing pour le rôle de Grace Adler dans Will et Grace (Will and Grace)
  - Bitty Schram pour le rôle de Sharona Fleming dans Monk
  - Alicia Silverstone pour le rôle de Kate Fox Miss Match
- 2005 : Teri Hatcher pour le rôle de Susan Mayer dans Desperate Housewives
  - Marcia Cross pour le rôle de Bree Van de Kamp dans Desperate Housewives
  - Felicity Huffman pour le rôle de Lynette Scavo dans Desperate Housewives
  - Debra Messing pour le rôle de Grace Adler dans Will et Grace (Will and Grace)
  - Sarah Jessica Parker pour le rôle de Carrie Bradshaw dans Sex and the City ♕
- 2006 : Mary-Louise Parker pour le rôle de Nancy Botwin dans Weeds
  - Marcia Cross pour le rôle de Bree Hodge dans Desperate Housewives
  - Felicity Huffman pour le rôle de Lynette Scavo dans Desperate Housewives
  - Teri Hatcher pour le rôle de Susan Mayer dans Desperate Housewives ♕
  - Eva Longoria pour le rôle de Gabrielle Solis dans Desperate Housewives
- 2007 : America Ferrera pour le rôle de Betty Suarez dans Ugly Betty
  - Marcia Cross pour le rôle de Bree Hodge dans Desperate Housewives
  - Felicity Huffman pour le rôle de Lynette Scavo dans Desperate Housewives
  - Julia Louis-Dreyfus pour le rôle de Christine Campbell dans Old Christine (The New Adventures of Old Christine)
  - Mary-Louise Parker pour le rôle de Nancy Botwin dans Weeds ♕
- 2008 : Tina Fey pour le rôle de Liz Lemon dans 30 Rock
  - Christina Applegate pour le rôle de Samantha « Sam » Newly dans Samantha qui ? (Samantha Who?)
  - America Ferrera pour le rôle de Betty Suarez  dans Ugly Betty ♕
  - Anna Friel pour le rôle de Charlotte Charles dans Pushing Daisies
  - Mary-Louise Parker pour le rôle de Nancy Botwin dans Weeds
- 2009 : Tina Fey pour le rôle de Liz Lemon dans 30 Rock ♕
  - Christina Applegate pour le rôle de Samantha « Sam » Newly dans Samantha qui ? (Samantha Who?)
  - America Ferrera pour le rôle de Betty Suarez dans Ugly Betty
  - Debra Messing pour le rôle de Molly Kagan dans Starter Wife
  - Mary-Louise Parker pour le rôle de Nancy Botwin dans Weeds

### Années 2010
- 2010 : Toni Collette pour le rôle de Tara Gregson dans United States of Tara
  - Courteney Cox pour le rôle de Jules Cobb dans Cougar Town
  - Edie Falco pour le rôle du Dr Jackie Peyton dans Nurse Jackie
  - Tina Fey pour le rôle de Liz Lemon dans 30 Rock ♕
  - Lea Michele pour le rôle de Rachel Berry dans Glee
- 2011 : Laura Linney pour le rôle de Cathy Jamison dans The Big C
  - Toni Collette pour le rôle de Tara Gregson dans United States of Tara ♕
  - Edie Falco pour le rôle de Jackie Peyton dans Nurse Jackie ♙
  - Tina Fey pour le rôle de Liz Lemon dans 30 Rock ♙
  - Lea Michele pour le rôle de Rachel Berry dans Glee ♙
- 2012 : Laura Dern pour le rôle d'Amy Jellicoe dans Enlightened
  - Zooey Deschanel pour le rôle de Jess Day dans New Girl
  - Tina Fey pour le rôle de Liz Lemon dans 30 Rock ♙
  - Laura Linney pour le rôle de Cathy Jamison dans The Big C ♕
  - Amy Poehler pour le rôle de Leslie Knope dans Parks and Recreation
- 2013 : Lena Dunham pour le rôle de Hannah Horvath dans Girls
  - Zooey Deschanel pour le rôle de Jess Day dans New Girl ♙
  - Tina Fey pour le rôle de Liz Lemon dans 30 Rock ♙
  - Julia Louis-Dreyfus pour le rôle de Selina Meyer dans Veep
  - Amy Poehler pour le rôle de Leslie Knope dans Parks and Recreation ♙
- 2014 : Amy Poehler pour le rôle de Leslie Knope dans Parks and Recreation
  - Zooey Deschanel pour le rôle de Jessica Day dans New Girl
  - Lena Dunham pour le rôle de Hannah Horvath dans Girls ♕
  - Edie Falco pour le rôle de Jackie Peyton dans Nurse Jackie
  - Julia Louis-Dreyfus pour le rôle de Selina Meyer dans Veep
- 2015 : Gina Rodriguez pour le rôle de Jane Villanueva dans Jane the Virgin
  - Edie Falco pour le rôle de Jackie Peyton dans Nurse Jackie
  - Julia Louis-Dreyfus pour le rôle de Selina Meyer dans Veep
  - Lena Dunham pour le rôle d'Hannah Horvath dans Girls
  - Taylor Schilling pour le rôle de Piper Chapman dans Orange Is the New Black
- 2016 : Rachel Bloom pour le rôle de Rebecca Bunch dans Crazy Ex-Girlfriend
  - Jamie Lee Curtis pour le rôle de Doyenne Cathy Munsch dans Scream Queens
  - Julia Louis-Dreyfus pour le rôle de Selina Meyer dans Veep
  - Gina Rodriguez pour le rôle de Jane Villanueva dans Jane the Virgin
  - Lily Tomlin pour le rôle de Frankie Bergstein dans Grace et Frankie
- 2017 : Tracee Ellis Ross pour le rôle du Dr Rainbow "Bow" Johnson dans Black-ish
  - Rachel Bloom pour le rôle de Rebecca Bunch dans Crazy Ex-Girlfriend
  - Julia Louis-Dreyfus pour le rôle de Selina Meyer dans Veep
  - Sarah Jessica Parker pour le rôle de Frances Dufresne dans Divorce
  - Issa Rae pour le rôle d'Issa Dee dans Insecure
  - Gina Rodriguez pour le rôle de Jane Villanueva dans Jane the Virgin
- 2018 : Rachel Brosnahan pour le rôle de Miriam "Midge" Maisel dans Mme Maisel, femme fabuleuse (The Marvelous Mrs. Maisel)
  - Pamela Adlon pour le rôle de Sam Fox dans Better Things
  - Alison Brie pour le rôle de Ruth "Zoya the Destroyer" Wilder dans GLOW
  - Issa Rae pour le rôle d'Issa Dee dans Insecure
  - Frankie Shaw pour le rôle de Bridgette Bird dans SMILF
- 2019 : Rachel Brosnahan pour le rôle de Miriam "Midge" Maisel dans Mme Maisel, femme fabuleuse (The Marvelous Mrs. Maisel)
  - Kristen Bell pour le rôle d'Eleanor Shellstrop dans The Good Place
  - Candice Bergen pour le rôle de Murphy Brown dans Murphy Brown
  - Alison Brie pour le rôle de Ruth "Zoya the Destroyer" Wilder dans GLOW
  - Debra Messing pour le rôle de Grace Adler dans Will et Grace

### Années 2020
- 2020 : Phoebe Waller-Bridge pour le rôle de Fleabag dans Fleabag
  - Christina Applegate pour le rôle de Jen Harding dans Dead to Me
  - Rachel Brosnahan pour le rôle de Miriam Maisel dans Mme Maisel, femme fabuleuse (The Marvelous Mrs. Maisel) ♕
  - Kirsten Dunst pour le rôle de Krystal Stubbs dans On Becoming a God in Central Florida
  - Natasha Lyonne pour le rôle de Nadia Vulvokov dans Poupée russe (Russian Doll)
- 2021 : Catherine O’Hara pour le rôle de Moira Rose pour Bienvenue à Schitt's Creek (Schitt's Creek)
  - Kaley Cuoco pour le rôle de Cassie Bowden dans The Flight Attendant
  - Elle Fanning pour le rôle de Catherine II dans The Great
  - Jane Levy pour le rôle de Zoey Clarke dans Zoey et son incroyable playlist (Zoey's Extraordinary Playlist)
  - Lily Collins pour le rôle de Emily Cooper dans Emily in Paris
- 2022 : Jean Smart pour le rôle de Deborah Vance dans Hacks
  - Hannah Einbinder pour le rôle d'Ava Danielsdan dans Hacks
  - Tracee Ellis Ross pour le rôle de Rainbow Johnson dans Black-ish
  - Elle Fanning pour le rôle de Catherine II dans The Great
  - Issa Rae pour le rôle d'Issa Dee dans Insecure
- 2023 : Quinta Brunson pour le rôle de Janine Teagues dans Abbott Elementary
  - Kaley Cuoco pour le rôle de Cassandra Bowden dans The Flight Attendant
  - Selena Gomez pour le rôle de Mabel Mora dans Only Murders in the Building
  - Jenna Ortega pour le rôle de Mercredi Addams dans Mercredi
  - Jean Smart pour le rôle de Deborah Vance dans Hacks
- 2024 : Ayo Edebiri pour le rôle de Sydney Adamu dans The Bear
  - Rachel Brosnahan pour le rôle de Miriam Maisel dans La Fabuleuse Madame Maisel (The Marvelous Mrs Maisel)
  - Quinta Brunson pour le rôle de Janine Teagues dans Abbott Elementary
  - Elle Fanning pour le rôle de Catherine la Grande dans The Great
  - Selena Gomez pour le rôle de Mabel Mora dans Only Murders in the Building
  - Natasha Lyonne pour le rôle de Charlie Cale dans Poker Face
- 2025 : Jean Smart pour le rôle de Deborah Vance dans Hacks
  - Kristen Bell pour le rôle de Joanne dans Nobody Wants This
  - Quinta Brunson pour le rôle de Janine Teagues dans Abbott Elementary
  - Ayo Edebiri pour le rôle de Sydney Adamu dans The Bear
  - Selena Gomez pour le rôle de Mabel Mora dans Only Murders in the Building
  - Kathryn Hahn pour le rôle d'Agatha Harkness dans Agatha All Along

## Récompenses et nominations multiples

### Nominations multiples
12  : Carol Burnett
9 : Candice Bergen
 8  : Beatrice Arthur, Debra Messing, Sarah Jessica Parker
 7  : Mary Tyler Moore, Jean Stapleton
 6  : Tina Fey, Helen Hunt, Julia Louis-Dreyfus
 5  : Kirstie Alley, Roseanne Barr, Calista Flockhart, Isabel Sanford, Cybill Shepherd
 4  : Christina Applegate, Edie Falco, Felicity Huffman, Mary-Louise Parker, Katey Sagal, Tracey Ullman, Betty White
 3  : Debbie Allen, Lucille Ball, Rachel Brosnahan, Marcia Cross, Jamie Lee Curtis, Ellen DeGeneres, Zooey Deschanel, Lena Dunham, Jenna Elfman, America Ferrera, Jane Kaczmarek, Linda Lavin, Penny Marshall, Rue McClanahan, Amy Poehler, Issa Rae, Gina Rodriguez
 2  : Loni Anderson, Rachel Bloom, Eileen Brennan, Alison Brie, Brett Butler, Nell Carter, Toni Collette, Kaley Cuoco, Fran Drescher, Elle Fanning, Bonnie Franklin, Estelle Getty, Valerie Harper, Teri Hatcher, Bonnie Hunt, Laura Linney, Heather Locklear, Lea Michele, Shirley Jones, Shelley Long, Patricia Richardson, Tracee Ellis Ross, Brooke Shields, Jean Smart, Loretta Swit, Dinah Shore

### Récompenses multiples
5 : Carol Burnett,
4 : Sarah Jessica Parker
3 : Cybill Shepherd, Helen Hunt
2 : Candice Bergen, Rachel Brosnahan, Tina Fey, Linda Lavin, Mary Tyler Moore, Jean Stapleton